# Lissotestella
Lissotestella es un género de molusco gasterópodo de la familia Liotiidae. 

## Especies
Las especies de este género son:
- Lissotestella alpha
- Lissotestella basispiralis
- Lissotestella caelata
- Lissotestella consobrina
- Lissotestella cookiana
- Lissotestella rissoaformis
- Lissotestella tenuilirata
- Lissotestella tryphenensis
- Lissotestella waimamakuensis